# تپه میخکی بابایی
تپه میخکی بابایی مربوط به دوره اشکانیان -قرن ۷ تا ۹ ه.ق است و در شهرستان شوشتر، روستای میخکی بابائی واقع شده و این اثر در تاریخ ۲۲ آذر ۱۳۵۵ با شمارهٔ ثبت ۱۳۰۳ به‌عنوان یکی از آثار ملی ایران به ثبت رسیده است.